# Principado da Sérvia (Idade Média)
Principado da Sérvia ou Principado Sérvio (em sérvio:  Cрпска Кнежевина) foi um estado medieval dos sérvios governado pela dinastia de Blastímero e que existiu entre 768 e 969 no sudeste da Europa. Ele foi fundado depois da unificação de diversas tribos sob o comando de um certo Venceslau, o primeiro monarca sérvio conhecido pelo nome (fl. 768-814). Em 822, os sérvios governavam "a maior parte da Dalmácia" e, na mesma época, os búlgaros haviam conquistado as terras a leste e se preparavam para atacar os sérvios. Blastímero derrotou o exército búlgaro numa guerra de três anos (839-842) e as duas potências viveram em paz por algumas décadas. Os três filhos de Blastímero governaram a Sérvia juntos, mas não por muito tempo, pois o país se tornou chave na disputa entre bizantinos e búlgaros (quase sempre em aliança com os primeiros) e a ameaça provocou uma guerra civil dinástica que perduraria por três década. A Sérvia foi anexada ao Império Búlgaro por três anos (924-927) até o retorno do príncipe Tzéstlabo, até então um refém, que conseguiu unir as províncias e se tornou o mais poderoso dos Blastímeros. Um evento importante foi o estabelecimento do cristianismo como religião estatal em 869 e a fundação da primeira eparquia sérvia, a Eparquia de Ráscia. Não há mais informações sobre a dinastia de Blastímero depois da obra Sobre a Administração Imperial (950–960) de Constantino VII Porfirogênito.
O Principado da Sérvia foi anexado pelos bizantinos em 969 e passou a ser governado como o Catapanato de Ráscia.

## Contexto

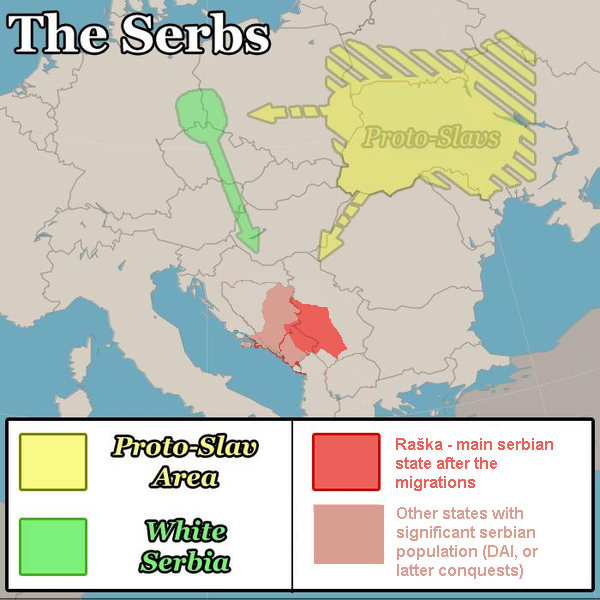
Migração dos proto-eslavos. Em vermelho, a Ráscia, o principal destino dos sérvios. Em verde, a Sérvia Branca

### Esclavínia
Os sérvios, um povo eslavo especificamente do subgrupo dos eslavos do sul, tem sua origem nas comunidades dos séculos VI e VII que se desenvolveram no sudeste da Europa (veja Grande Migração). Raides eslavos ao território bizantino foram mencionados em 518 e, já na década de 580, eles haviam conquistado um grande território que geralmente se denomina Esclavínia ("Eslavônia"; em grego medieval: Σκλαυηνοι; romaniz.: Sklavenoi, esclavenos, a tribo eslava do sul primitiva que é epônima do atual povo indo-europeu étnico e linguístico).
Durante o período de governo bizantino, o arconte responsável era supervisionado pelos estrategos (governadores civis e militares) das cidades bizantinas próximas. Posteriormente, o imperador reconheceu o reino sérvio como federados.

### Fronteira sérvio-búlgara (805–818)
A leste, o Império Búlgaro se tornava cada vez mais poderoso. Em 805, o cã Crum conquistou os braniceucos, timocanos e os obotritas, que viviam a leste da Sérvia, e baniu os líderes tribais substituindo-os por administradores nomeados pelo governo central. Em 815, os búlgaros e bizantinos assinaram um tratado de paz de 30 anos. Três anos depois, durante o reinado do canasubigi Omortague (r. 814–836), os braniceucos e  os timocanos, juntamente com outras tribos vizinhas, se revoltaram e se separaram da Bulgária por causa de uma reforma administrativa que os privou de quase toda autoridade local. Os timocanos deixaram a societas ("associação, aliança") do Império Búlgaro e buscaram, junto com os obotritas e guduscanos da região do Danúbio, a proteção do imperador romano-germânico Luís I, o Piedoso (r. 813–840), e o encontraram em sua corte em Herstal. Os timocanos migraram para o território franco - algum lugar na Panônia Inferior - e desapareceram do registro histórico depois de 819, quando foram convencidos por Luís da Posávia e a se unirem numa luta contra os francos. Os obotritas do Danúbio permaneceram em Banato e resistiram aos búlgaros até 824, quando também desapareceram. O cã enviou emissários aos francos exigindo que uma fronteira precisa fosse demarcada entre os dois países e as negociações perduraram até 826, quando os francos passaram a ignorá-los. Os búlgaros responderam atacando os eslavos que viviam na Panônia e os conquistaram; em seguida, enviaram navios pelo curso do Drava e, em 828, devastaram a Panônia Superior. Houve mais combates no ano seguinte também, mas, nesta altura, os búlgaros já haviam conquistado todos os seus antigos aliados eslavos.
O Canato Búlgaro (que se tornaria um império depois) seguia uma política externa expansiva na qual eles primeiro impunham o pagamento de tributos a um povo vizinho e a obrigação de suprir recursos militares na forma de uma aliança (societas), dando-lhes, a princípio, autonomia para os governantes locais. Quando a necessidade de manter o acordo nestes termos se encerrava, eles geralmente acabavam abruptamente com a autonomia concedida e impunham um controle direto e absoluto, integrando o estado conquistado ao sistema político e cultural búlgaro.

## História

### Primeiros anos (822–891)
Príncipe Venceslau (fl. 768–814), o primeiro monarca sérvio conhecido pelo nome, governava os territórios hereditários (zupanias - "condados") de Neretva, Tara, Piva e Lim. Ele conseguiu unir diversas outras províncias e tribos no que ficou conhecido como "Sérvia". Venceslau foi sucedido por seu filho, Todóstlabo e, depois, por Proségoes, em cujo reinado diz-se que os "sérvios habitavam a maior parte da Dalmácia" (Anais Reais Francos, 822). Nesta época, os sérvios estavam em paz com seus vizinhos a leste, os búlgaros, que começaram a expandir seu território significativamente. O filho de Proségoes, príncipe Blastímero, expandiu ainda mais o reino, o que instigou os búlgaros, que já haviam conquistado partes da Macedônia, a invadirem a Sérvia em 839. Depois de uma guerra de três anos, a Sérvia conseguiu uma vitória decisiva. Os búlgaros foram expulsos e Blastímero expandiu para o oeste e para o sul enquanto os búlgaros ainda mantinham a maior parte da região leste da moderna Sérvia. O príncipe Mutímero (r. 851–891), filho de Blastímero, conseguiu derrotar os búlgaros novamente em 834-835, capturando desta vez o filho do cã búlgaro. Os dois países novamente firmaram a paz e a cristianização dos eslavos finalmente começou; em 870 os sérvios foram batizados e se estabeleceu a Eparquia de Ráscia por ordem de Basílio I. Os anos seguintes, até boa parte da década de 920, foram marcados por sucessivas guerras civis, conflitos dinásticos entre os diversos ramos da dinastia de Blastímero.
O reino sérvio aumentou seu poder na virada do século IX. Na época, o Canato Búlgaro estava se expandindo para o ocidente e já havia anexado as tribos eslavas da Sírmia e a Eslavônia oriental. Na mesma época, suas forças avançaram pela Macedônia par ao sul, praticamente cercando os sérvios. Como resposta à ameaça, em aliança com os bizantinos, o Principado Sérvio, liderado pelo príncipe (cnezo) Blastímero - o fundador da dinastia de Blastímero -, atacou os búlgaros. A extensão do reino nesta época corresponde aos territórios modernos do sul da Sérvia, o sudeste da Bósnia, o leste de Herzegovina e Canali. Na costa do Adriático existia um "principado" menor, Pagânia. Travúnia e Zaclúmia foram formados depois das guerras búlgaro-sérvias e evoluíram de cidades-estado para regiões administrativas mais amplas.
A guerra búlgaro-sérvia foi travada entre 836 e 846 e terminou com uma vitória sérvia. Blastímero deu a mão de sua filha a Crainas, o filho de um senhor local, Belaes de Travúnia, criando a Travúnia como um principado parte da Ráscia. Os filhos de Blastímero - Mutímero, Ginico e Estrímero - derrotaram um novo ataque búlgaro em 853, capturando o filho de Bóris I, Vladimir, e outros doze boiardos. Os sérvios escoltaram Vladimir até Ras, na fronteira sérvio-búlgara, trocaram presentes e firmaram um tratado de paz com os búlgaros. Porém, este principado primitivo estava longe de ser um estado centralizado consolidado e vários jupãs ainda eram semi-independentes. Ao invés de praticar a primogenitura, os monarcas eslavos praticavam a staresina, onde o governo recaía sobre o membro mais velho da família estendida (ao invés de apenas sobre o filho do príncipe). Desta forma, o reino corria o risco de ser dividido entre irmãos sobreviventes, filhos, primos e sobrinhos, o que quase sempre provocava conflitos sucessórios.
Mutímero foi batizado pelos missionários Cirilo e Metódio durante o reinado de Basílio I (r. 867–886), que, depois que Mutímero reconheceu a suserania bizantina, enviou sacerdotes para converter a população. Os sérvios já estavam completamente cristianizados em 873, o que pode ser atestado pela tradição de nomes bíblicos (Pedro, Paulo e Zacarias) e pelo fato de ter se mantido em comunhão com o patriarca de Constantinopla quando o papa João VIII o convidou a reconhecer a jurisdição do bispo de Sirmio. Contudo, sérvios e búlgaros adotaram a liturgia eslavônica antiga ao invés da grega.
Mutímero fundou a Diocese de Ráscia, mencionada no Quarto Concílio de Constantinopla de 878-880.

#### Guerras pelo trono
Algum tempo depois de derrotar os búlgaros, Mutímero expulsou seus irmãos, que fugiram para a Bulgária, do país. Ele manteve o filho de Ginico, Pedro, como refém em sua corte, mas ele conseguiu escapar para a Croácia. Mutímero reinou até 890 e foi sucedido pelo filho, Pribéstlabo, mas ele foi derrubado por Petar, que retornou do exílio por volta de 892. O nome de Petar ("Pedro") é cristão, o que sugere que o cristianismo já havia começado a permear a Sérvia, indubitavelmente por causa dos contatos com búlgaros e bizantinos. Pedro se consolidou no trono (depois de sufocar uma tentativa de derrubá-lo liderada por Clonímero, filho de Estrímero) e foi reconhecido pelo czar Simeão I da Bulgária. Os dois monarcas assinaram uma nova aliança. Tendo já a lealdade da Travúnia, Pedro começou sua expansão para o norte e oeste, anexando o vale do Bosna, e depois marchando para o oeste para assegurar a lealdade da Pagânia - quer era uma tribo sérvia ferozmente independente e dedicada à pirataria. Porém, o avanço de Pedro na Dalmácia colocou-o em conflito com o príncipe Miguel da Zaclúmia, que havia se tornado poderoso não apenas em sua terra natal, mas também influenciava a Travúnia e a Dóclea. Constantino Porfirogênito explica que Miguel não era da dinastia e não tinha intenção alguma de ceder a Pedro.
Embora fosse aliado de Simeão I, Pedro foi ficando cada vez mais irritado com o fato inescapável de que ele era, essencialmente, subordinado a ele. A sua expansão em direção à costa facilitou seus contatos com os bizantinos através do estratego de Dirráquio. Em busca de aliados contra a Bulgária, os bizantinos deram muito ouro a Pedro e lhe prometeram uma autonomia muito maior se ele se juntasse à aliança - um estratégia muito tentadora. É possível que Pedro já estivesse planejando atacar a Bulgária com os magiares, o que demonstra que seu reino se estendia pelo menos até o rio Sava a norte. Porém, Miguel de Zaclúmia, inimigo de Pedro e vassalo dos búlgaros, avisou Simeão. Simeão atacou a Sérvia em 917 e depôs Pedro, colocado Paulo (um neto de Mutímero) no lugar (embora alguns historiadores afirmem que Simeão teria tomado o controle direto da Sérvia na época). Descontentes com os acontecimentos, os bizantinos enviaram Zacarias em 920 para expulsar Paulo, mas ele fracassou e acabou preso na Bulgária. Os bizantinos mudaram de tática e começaram a tentar atrair o príncipe Paulo para o seu lado. Os búlgaros, por sua vez, tentaram o mesmo com Zacarias, que acabou invadindo a Sérvia à frente de uma força búlgara e expulsou Paulo em 922. Porém, ele traiu os búlgaros e voltou para os bizantinos. Uma força punitiva enviada pelo czar foi derrotada. Simeão finalmente assinou a paz com os bizantinos para poder encerrar, de uma vez por todas, o assuntos relativos à Sérvia, o traidor vizinho menor. Em 924, ele enviou um enorme exército junto com Tzéstlabo, o filho de Clonímero e conseguiu forçar Zacarias a fugir para a Croácia. Os jupãs sérvios foram convocados a reconhecer Tzéstlabo como príncipe, mas, quando eles apareceram, foram presos e levados para a Bulgária juntamente com Tzéstlabo. A maior parte da Sérvia foi destruída e muitos fugiram para a Croácia, Constantinopla ou para a Bulgária. Simeão transformou a Sérvia numa província búlgara e o Império Búlgaro agora fazia fronteira com a Croácia e a Zaclúmia. Irritado com os croatas por eles serem aliados dos bizantinos e por terem abrigado o príncipe Sérvio, Simeão então atacou a Croácia.
Na Batalha do Planalto Bósnio, o rei croata Tomislau I derrotou os búlgaros enquanto Miguel de Zaclúmia se manteve neutro. Quando a Sérvia caiu, Miguel se tornou o mais importante príncipe sérvio e recebeu o título de patrício do imperador bizantino.

#### Unificação sob Tzéstlabo e a anexação da Ráscia (927–960)

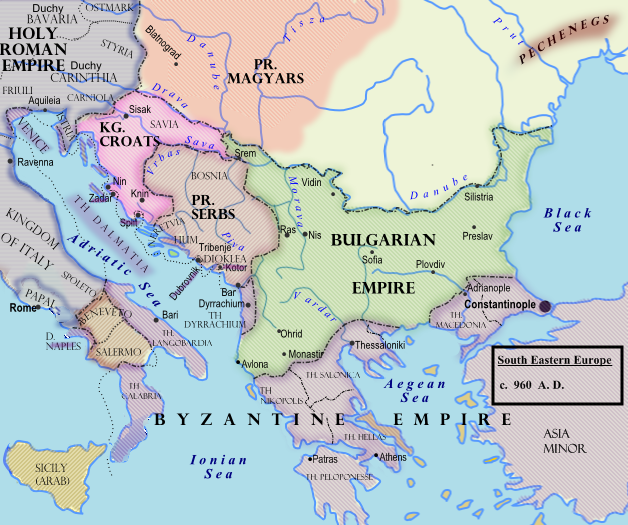
Auge do Principado da Sérvia sob Tzéstlabo da Sérvia r.

O jugo búlgaro sobre a Sérvia durou apenas três anos. Depois da morte de Simeão, Tzéstlabo (927 - década de 950) liderou os refugiados sérvios de volta para casa. Ele assegurou a aliança dos ducados da Dalmácia e expulsou os búlgaros da Sérvia central. Depois da morte de Tomislava, a Croácia caiu num estado quase anárquico no qual seus filhos brigavam pelo poder. Assim, Tzéstlabo conseguiu estender seus territórios para o norte até o rio Vrbas, obtendo também a lealdade de diversos jupã bósnios.
Durante este apogeu do poder sérvio, a cultura e a religião bizantinas penetraram a Sérvia, favorecidas pela paz que existia entre os dois estados. Porém, apesar de grande, o poder da Sérvia (como era tradicional nos estados eslavos) era tão grande quanto o seu monarca. Não havia um governo central, mas apenas uma confederação de principados eslavos. A existência de um Grão-Principado unificado dependia da aliança dos príncipes menores com Tzéstlabo. Quando ele morreu defendendo a Bósnia das incursões magiares (entre 950 e 960), a coalizão se desintegrou.

### Queda e anos seguintes
Depois da morte de Tzéstlabo, a Ráscia (Sérvia interior) foi anexada pelos bizantinos (Catapanato da Sérvia, 971-976) e pelos búlgaros. A Sérvia perdeu seu governo central e as províncias, uma vez mais, ficaram sob o controle do império.
João Vladimir emergiu como o governante de um pequeno estado chamado Dóclea, centrado em Bar, na costa do Adriático, como um vassalo bizantino. Seu reino era chamado, entre outros nomes, de "Sérvia", "Dalmácia" e "Esclavônia", e, em algum momento, abarcava a maior parte das províncias marítimas, incluindo a Travúnia e a Zaclúmia, além de, provavelmente, partes do interior. A posição privilegiada de Vladimir sobre os demais nobres eslavos na região explica o motivo pelo qual Basílio tentou firmar com ele uma aliança contra os búlgaros. Com as mãos atadas por causa da guerra na Anatólia, Basílio precisava de aliados contra o czar Samuel. Para se proteger, os búlgaros invadiram a Dóclea em 997 e avançaram através da Dalmácia até a cidade de Zadar, incorporando a Bósnia e a Sérvia ao seus territórios. Depois de derrotar Vladimir, Samuel o recolocou no trono como um príncipe vassalo. Não se sabe o relacionamento exato entre Vladimir e os príncipes da Sérvia ou os reis da Croácia, pois muito do que se sabe sobre ele foi escrito na "Crônica do Padre de Dóclea", de confiabilidade duvidosa. Vladimir foi assassinado por João Vladislau, o irmão e sucessor de Samuel, por volta de 1016 e o último membro de sua família, seu tio Dragimir, foi morto pela população de Krotor em 1018. No mesmo ano, os bizantinos derrotaram os búlgaros e, numa tacada, conquistaram virtualmente toda a região dos Balcãs.

## Cultura

### Religião
O estabelecimento do cristianismo como uma religião estatal data da época do príncipe Mutímero e do imperador bizantino Basílio I (r. 867–886), que, depois de conseguir colocar os sérvios sob seu comando, enviou sacerdotes acompanhando o almirante Nicetas Orifa, que seguia para enfrentar os sarracenos em 869.
A primeira diocese sérvia foi fundada na capital Ras, perto da moderna cidade de Novi Pazar às margens do rio Ibar. A afiliação inicial é incerta, mas é provável que ela estivesse subordinada ou a Split ou a Dirráquio, ambas sés bizantinas. A Igreja dos Santos Apóstolos Pedro e Paulo em Ras remonta ao século IX-X, com seu plano característico das primeiras capelas cortesãs. A diocese foi fundada logo depois de 871, no reinado de Mutímero, e era parte de um plano maior de estabelecer dioceses nas terras eslavas do império confirmado no Quarto Concílio de Constantinopla de 879-880. A Eparquia de Branichevo foi fundada em 878 como uma ampliação de Viminácio e Hórreo de Margo (Ćuprija).
O sinete de Estrímero (m. entre 880 e 896), o irmão de Mutímero, traz uma cruz patriarcal no centro e uma inscrição grega que diz "Deus, ajude Estrímero" (CTPOHMIP)".